# Яхья ибн Абу Мансур
Абу Али Яхья ибн Абу Мансур (араб. يحيي بن أبي منصور‎; ум. ок. 830) — астроном Арабского халифата, работал в Багдаде. Умер во время похода в Византию. До принятия ислама Бизист ибн Фирюзан.
Вместе с Санадом ибн Али, ал-Марварруди и ал-Джаухари участвовал в астрономических наблюдениях в Багдаде (830) и Дамаске (833), на основе которых был составлен «Зидж ал-Мамуна, подвергнутый проверке». Вместе с этим же астрономами участвовал в определении длины 1° дуги земного меридиана на равнине Синджар.
Составил ряд астрономических сочинений:
- Разъяснение о небесных сферах;
- аль-Мамунов зидж, подвергнутый проверке (араб. كتاب الزيج الممتحن‎);
- Книга о действии [измерении] высоты [Солнца] одной шестой часа для широты Города Мира (араб. مقالة في عمل ارتفاع سدس ساعة لعرض مدينة السلام‎);
- Книга содержащая его наблюдения и послания ко многим о наблюдениях[1].